# Дом Н. К. Крылова
Дом подрядчика Н. К. Крылова — достопримечательность Перми. Находится на пересечении улиц Пушкина и Куйбышева в Ленинском районе города. Является памятником деревянной архитектуры Перми.

## История
Дом Никиты Кондратьевича Крылова представляет собой одноэтажный деревянный особняк, построенный в 1827 г. по проекту пермского архитектора И. И. Свиязева в стиле классицизма. Н. К. Крылов был старообрядцем, и поэтому главный фасад и парадный вход в дом находятся во дворе. Фундамент дома сложен из бутового камня, цокольная часть — из кирпича. Стены дома обшиты досками. Окна сделаны светлыми и украшены полукруглыми и треугольными декоративными арками. Внутри дома были сделаны три комнаты: зала, гостиная и будуар. В доме сохранились печи, сделанные Свиязевым. Печи обрамляют колонны коринфского ордера.
После смерти Н. К. Крылова после 1871 г. дом перешёл к богадельне рядом с церковью Симеона Верхотурского. После Октябрьской Революции 1917 г. в здании располагался дезинфекционный отряд Городского санитарного бюро. В 1960—1980-е гг. дом занимал областной трахоматозный диспансер. С 1996 г. здесь находится центр по профилактике и борьбе со СПИДом и инфекционными заболеваниями. В 2011 г. дом был реконструирован и покрашен.